# Cửu Bả Đao
Cửu Bả Đao (Jiubadao, 九把刀, nghĩa là "chín con dao") là bút danh của Kha Cảnh Đằng (giản thể: 柯景腾; phồn thể: 柯景騰; bính âm: Kē Jǐngténg; sinh ngày 25 tháng 8 năm 1978), một tiểu thuyết gia và đạo diễn người Đài Loan. Ông tốt nghiệp Cử nhân ngành Khoa học Quản lí, Đại học Quốc gia Chiao Tung và Thạc sĩ Khoa học xã hội, Đại học Tunghai. Quyển sách đầu tiên của Cửu Bả Đao được phát hành trên mạng, và kể từ đó, ông đã hoàn thành khoảng 60 quyển sách khác nhau, nhiều trong số đó đã được sản xuất thành phim.

## Tiểu sử
Cửu Bả Đao sinh ngày 25 tháng 8 năm 1978 tại Huyện Chương Hoá, Đài Loan, đứng thứ hai trong một gia đình có ba người con trai. Ba mẹ của ông mở một tiệm thuốc tại Chương Hoá. Ông nhận ra niềm yêu thích viết lách trong một lần chắp bút một câu chuyện cho bộ hồ sơ đại học của mình. Từ năm 1999, ông đã bắt đầu sáng tác tiểu thuyết và đăng tải hầu hết chúng lên mạng. Tuy nhiên, ông đã gặp nhiều khó khăn trong 5 năm đầu của sự nghiệp trước khi thử sức sang thể loại kinh dị, khoa học viễn tưởng và lãng mạn. Mỗi ngày ông viết trung bình 5000 từ; thậm chí, vào thời điểm có tốc độ viết nhanh nhất, Cửu Bả Đao đã xuất bản mỗi tháng một cuốn sách trong vòng 14 tháng liền. Gia tài tác phẩm đó giúp ông ngày càng nổi tiếng ở Đài Loan. Ông còn so sánh mình với các tác giả kiếm hiệp nổi tiếng như Kim Dung, Cổ Long.
Năm 2008, Cửu Bả Đao đạo diễn bộ phim "LOVE" cùng với Phương Văn Sơn (Vincent Fang), Chen Yi-xian and Mickey Huang. Đến năm 2010, ông trở thành đạo diễn của Cô gái năm ấy chúng ta cùng theo đuổi, được chuyển thể từ quyển sách cùng tên. Năm 2011, Cửu Bả Đao tiếp tục chuyển thể series "Kẻ sát nhân" thành bộ phim Âu Dương Sát Thủ (The Killer Who Never Kills). Ông còn sản xuất một bộ phim tài liệu mang tên Twelve Nights về nơi trú ẩn cho động vật ở Đài Loan. Vào năm 2014, quyển sách Cà phê đợi một người của Cửu Bả Đao cũng được chuyển thể thành bộ phim với cùng tên gọi. Một tác phẩm khác của Cửu Bả Đao, Kung Fu được dự định sẽ thành phim cùng năm đó, nhưng ngày công chiếu bộ phim đã bị dời lại đến năm 2015. Tháng 9 năm 2015, đến phiên quyển tiểu thuyết trinh thám Người thuê nhà tầng dưới được ông tuyên bố sẽ cho lên phim và ra mắt vào năm 2016.
Năm 2012, Cửu Bả Đao gửi đơn khiếu nại đến tập đoàn Apple vì một số ứng dụng trong hệ điều hành iOS đã truy cập phiên bản lậu các tác phẩm của ông. Ban đầu, Apple từ chối gỡ bỏ những ứng dụng này vì công ty không chắc chắn rằng nhà xuất bản của Cửu Bả Đao đủ thẩm quyền để kiện tụng. Vì vấn đề này, Cửu Bả Đao đã đích thân đến Hồng Kông để khiếu nại trực tiếp tại trụ sở Apple. Cuối cùng, mọi thứ cũng được giải quyết ổn thoả khi các ứng dụng nói trên được gỡ khỏi các thiết bị iOS. Vào ngày 9 tháng 10 năm 2012, Cửu Bả Đao trở thành một trong "10 người trẻ Đài Loan nổi bật nhất" do tổ chức Junior Chamber International Đài Loan bầu chọn.
Vào tháng 10 năm 2014, có thông tin cho rằng các quyển sách của Cửu Bả Đao bị chính quyền Bắc Kinh cấm xuất bản. Nguyên nhân là vì một vài tuần trước đó, Cửu Bả Đao đã cạo đầu ủng hộ phong trào biểu tình Chiếm lĩnh Trung Hoàn với Tình yêu và Hoà bình, mở đầu cho những cuộc Biểu tình năm 2014 tại Hồng Kông. Cũng vào tháng đó, Cửu Bả Đao thừa nhận việc ngoại tình, phản bội lại người bạn gái 9 năm là Tiểu Nội (Hsiao-nei), để yêu cô phóng viên truyền hình Thái Đình Ngọc (Zhou Tingyu). Vào đầu tháng 5 năm 2015, ông xác nhận rằng mối quan hệ của mình cùng Tiểu Nội đã kết thúc. Tháng 3 năm 2016, Cửu Bả Đao và Thái Đình Ngọc bắt đầu chính thức hẹn hò.

## Bút danh
"Cửu Bả Đao" (Jiubadao) là một ca khúc được ông sáng tác khi còn là học sinh trung học. Tựa đề ca khúc đã trở thành biệt danh cho cậu học sinh Kha Cảnh Đằng năm ấy khi một giáo viên trong trường phát hiện những quyển sổ truyền tay nhau với chữ kí "Cửu Bả Đao" và thắc mắc về danh tính của nó. Biệt danh đó đã được ông sử dụng làm bút danh sau khi tốt nghiệp đại học.